# Tricromatismo

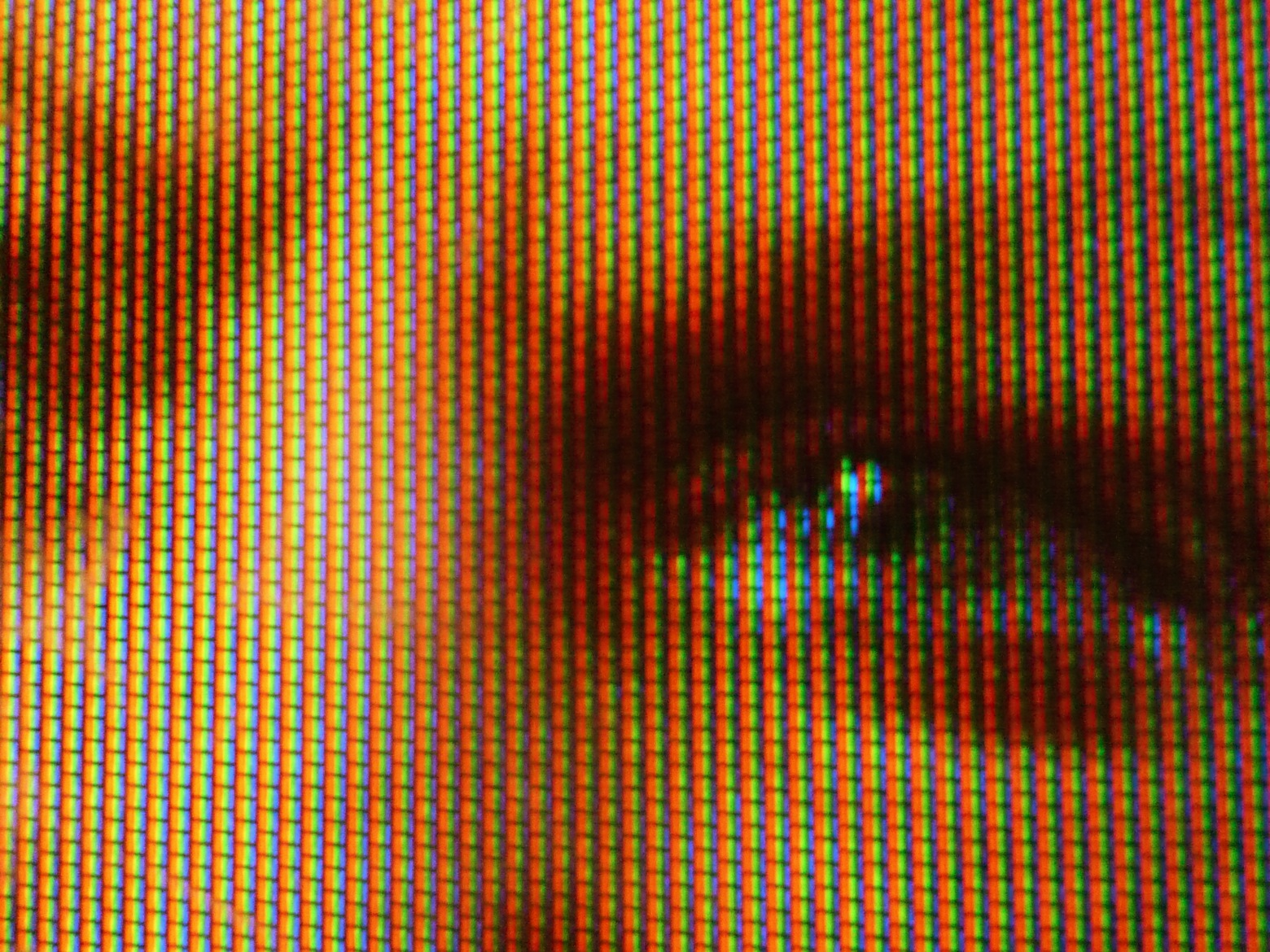
Enfoque de linha tricromática em tela de tubo de raios catódicos, que cria muitas cores visíveis através da combinação de diferentes níveis de três cores primárias: vermelho, azul e verde.

Tricromatismo ou visão tricromática é a capacidade de possuir três canais para transmitir informação de cor, derivada de três tipos diferentes de cones. Organismo com tal capacidade são chamados de tricromatas.
A explicação tradicional para o tricromatismo é de que a retina contém três tipos de receptores para cor (nos vertebrados, são as células cones) com diferentes espectros de absorção. Na realidade, o número de receptores pode ser maior do que três, desde que diferentes tipos podem estar ativados em diferentes intensidades de luz. Em vertebrados com três tipo de cones, os bastonetes podem contribuir na visão em cores em intensidades de luz baixa, resultando em uma pequena região de tetracromatismo.